# Periacma simaoensis
Periacma simaoensis is een vlinder uit de familie van de sikkelmotten (Oecophoridae). De wetenschappelijke naam van de soort is voor het eerst geldig gepubliceerd in 1996 door Li, Wang & Yan.